# Nitta Yoshisada
Nitta Yoshisada (新田 義貞; 1301 – 17 de agosto de 1338) fue el primer jefe y fundador del clan Nitta en el siglo XIV, que apoyó a la corte sureña del emperador Go-Daigo durante el período Nanboku-chō.
Es famoso por haber marchado en 1333 sobre Kamakura y haber puesto fin al gobierno del clan Hōjō .

## Biografía[2]
En un primer momento sirvió en el ejército de Hōjō Takatoki contra Kusunoki Masashige en Kawachi (1333), pero persuadido por el príncipe Morinaga para que abrazara la causa del sur, se retiró a Kōzuke, donde reagrupó un ejército. Poco después, a la cabeza de 20.000 hombres, marchó sobre Kamakura, capturando la ciudad y poniendo fin a la dominación Hōjō. Como recompensa recibió los títulos de Sa-Chujō y de Harima no Kami, junto con las dos provincias de Kozuke y Harima como feudos personales. Cuando Ashikaga Takauji se rebeló contra Go-Daigo (1335) por la decepción por las recompensas que había recibido, Yoshisada fue enviado contra él y lo derrotó en las orillas del Yahagi-gawa (Mikawa) y en Suruga, pero fue derrotado a su vez en Hakone. (Sagami).
Llamado de regreso a Kioto, no pudo evitar que Takauji tomara posesión de la ciudad, aunque poco después, ayudado por Kitabatake Akiie, lo expulsó y lo derrotó en Hyōgo (Settsu). Después de haber reclutado un nuevo ejército en Kyūshū, Takauji volvió al frente y en la batalla de Minatogawa (Settsu) infligió una victoria decisiva a Yoshisada y Masashige, en la que este último perdió la vida (1336). Junto con los príncipes Tsunenaga y Takanaga buscó refugio en el castillo de Kanasaki (Echizen); asediado poco después (1537), huyó a Somayama aunque su hijo Yoshiaki y el príncipe Takanaga fueron asesinados.
La muerte de Yoshisada fue un acontecimiento tan intenso como su vida. Mientras Nitta estaba combatiendo en el Asedio de Kuromaru contra Hosokawa Akiuji, un aliado de Takauji, su caballo fue abatido por una flecha. Yoshisada, atrapado debajo de su caballo e incapaz de moverse, era un blanco fácil para los arqueros. Como último acto, Yoshisada sacó su espada corta y se cortó la cabeza. Las historias de la época informan que un cierto número de sus samuráis cometieron junshi seppuku cerca, como un gesto extremo de lealtad.
Se casó con Kōtō-Naishi (匂当内侍) y tuvo varios hijos, entre ellos Yoshiaki (新田義顕; 1317/18? - 1537), Yoshioki (新田義興; 1331 - 1558) y Yoshimune (新田義宗; 1331? - 1368).
Yoshisada es considerado como uno de los más firmes defensores de la dinastía legítima; se le honra con un templo (Fujishima-jinja) erigido en el mismo lugar donde murió.

## Nota
1. ↑  Para los biógrafos japoneses nacidos antes del período Meiji, se utilizan las convenciones clásicas de la onomástica japonesa, según las cuales el apellido precede al nombre. "Nitta" es el apellido.
2. ↑  Edmond Papinot (1964). Historical and geographical dictionary of Japan (en inglés). p. 455-456.